# Monasterio de Tholing
El monasterio de Tholing (en tibetano: མཐོ་ལྡིང་དགོན་པ, Wylie: mtho lding dgon pan, en chino: 托林寺 ; en pinyin: túōlín sì) es un gompa del budismo tibetano —rama tibetana del budismo vajrayana— situado en Tholing (Zanda), cerca de la frontera india de Ladakh, en la provincia de Zanda, sobre un acantilado del cañón del Sutlej. Fue construido en el año 997 por Yeshe-Ö, el segundo rey del reino de Guge. En tibetano Tholing significa «flotando en el cielo por siempre jamás» y se refleja en la ubicación del monasterio a una altitud de 3 800 m s. n. m. El complejo incluye tres templos, el templo Yeshe-Ö, el Lhakhang Karpo y el Dukhang, en cuyos interiores se conservan frescos antiguos bien conservados.

## Geografía
El monasterio está ubicado en las remotas tierras baldías del extremo occidental del Tíbet en el condado de Zanda. Se posa sobre un acantilado en el Gran Cañón a lo largo del Langchen Tsangpo (designado como Río Sutlej, que significa "río elefante", en el Tíbet).
Tiene una calle bien diseñada, oficina de correos e instalaciones de telecomunicaciones. La instalación militar aislada de Zanda está cerca. Tholing está 12 millas al este de Tsaparang, que está 163 millas de Darchen.

## Historia
El monasterio es uno de los primeros templos construidos al comienzo de la "segunda difusión" del budismo en el Tíbet. Fue construido en 997 d. C. por el rey Yeshe-Ö, cuando Tholing era la capital de Guge. El rey patrocinó a jóvenes laicos que se convertirían en noviciados del monasterio. Con este propósito, patrocinó una beca para que Rinchen Zangpo viajara a la India para estudiar y traducir. Fue uno de los 21 jóvenes monjes que viajaron a la Vikramshila Mahavihara, una institución especializada en tantra, para recibir formación. Solo dos monjes, Richen Zangpo y Lekpai Sherap, sobrevivieron a las severas condiciones climáticas, las mordeduras de serpientes y las enfermedades, y pudieron regresar al Tíbet. Rinchen Zangpo construyó tres de los principales templos del monasterio.
El rey invitó al maestro indio Atiśa (982-1054) a Guge en 1042 d. C. Pasó tres años en este monasterio y con su inmenso conocimiento del budismo, revivió el budismo en el Tíbet. Fundó aquí la secta Kadampa, que adoptó métodos muy austeros. Como resultado, el budismo se extendió desde aquí a todo el Tíbet. Más tarde, el discípulo de Atiśa fue responsable de establecer la secta Kagyu con énfasis en las técnicas de meditación física y mental. Se convirtieron en la base de la Secta del Sombrero Amarillo, ahora la secta dominante Geluk en el Tíbet. 
En la última parte del siglo XI, se organizó una conferencia budista en Gyatsa Jhakhang (también conocido como Templo Yeshe-Ö), un templo del siglo X que estaba en ruinas y desde entonces ha sido restaurado.

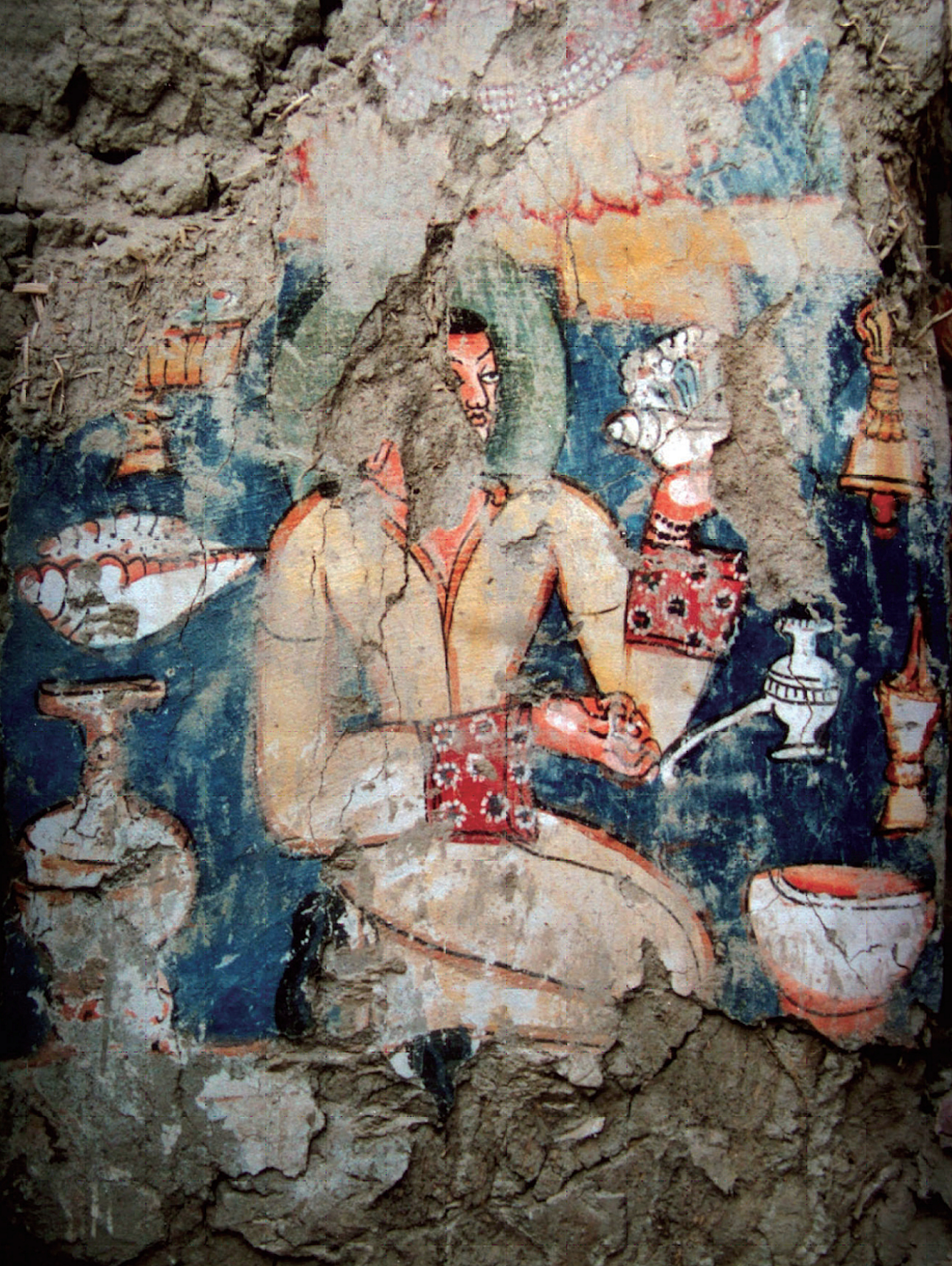
Representación de un donante, presumiblemente el rey Lha lde de Guge. Estupa del noroeste, Monasterio de Tholing, ca. 1025 d. C.

Dos capillas, que datan del siglo XV, se utilizaron para almacenar granos durante la Revolución Cultural. Ambos tienen murales notables, pero los de Lakkhang Karpo son más destacados. Tholing se convirtió en un portal al Tíbet para que los eruditos indios visitaran y difundieran ideas religioso-culturales del budismo. Patrocinado por el rey de Guge, este monasterio budista marcó la evolución del budismo ascético en el Tíbet, influenciado por los eruditos budistas indios. En su momento, el monasterio fue el más influyente de la región. La influencia del Reino Guge y el centro monástico de Tholing llegaron a ser conocidos en India desde Cachemira hasta Assam.
Giuseppe Tucci visitó el monasterio en 1933 (Informe del profesor Tucci sobre su viaje al Tíbet occidental):
"[…] el monasterio de Toling es uno de los más antiguos, ricos y bellos del Tíbet. Estos documentos son de un interés sin igual para la historia religiosa del Tíbet, así como para la historia del arte indo-tibetano. […] La lluvia cayendo a través del techo que no ha sido reparado durante años está arrastrando los maravillosos frescos".

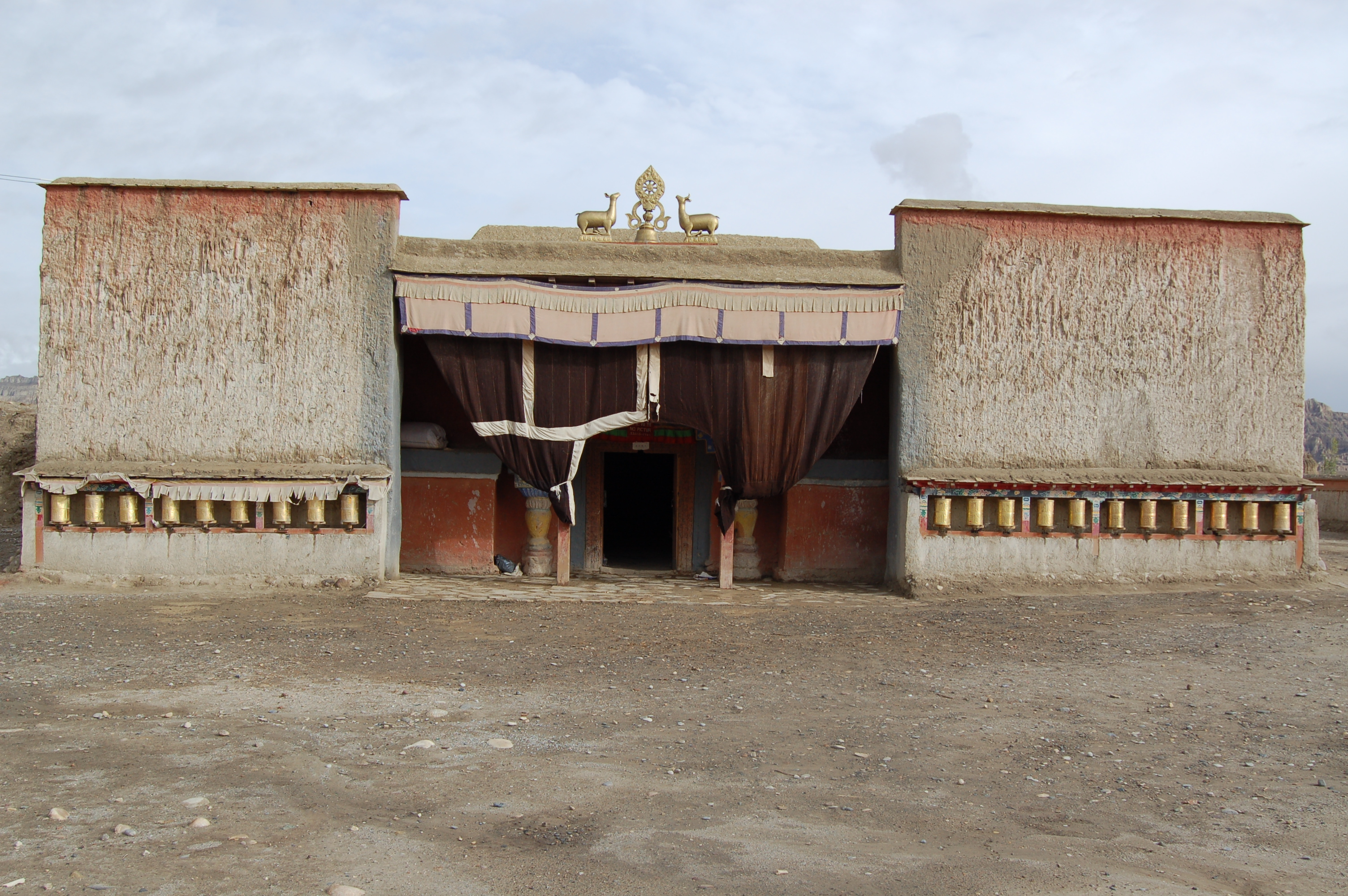
Templo Blanco

El monasterio se hizo más conocido internacionalmente, después de que Lama Govinda, un monje budista de Alemán, acompañado por su esposa, visitara el monasterio en 1948. Presentó fotografías de las decoraciones del monasterio, estatuas y pinturas al mundo exterior. Durante los años de la Revolución Cultural, los templos fueron destruidos o abandonados a la intemperie. En la actualidad, el monasterio está en su mayor parte en ruinas. Sin embargo, aún conserva muchas imágenes y decenas de murales bien conservados que están hechos al estilo tibetano occidental.
En un informe reciente presentado en el Seminario celebrado en Viena, del 6 al 8 de abril de 2011, sobre el tema "Arte e Historia de la Historia Cultural del Tíbet Occidental del siglo VIII al XV y Preservación Cultural", se registra que el estilo de arte asiático interior se ha identificado en las pinturas descubiertas en los templos de las cuevas en Zanda de Nagarri.
En Lotsava Lhakhang en Riba, en Ngari, la investigación de campo ha revelado una pintura de ocho monjes, incluido Rinchen Zangpo, del grupo de monjes enviados a Cachemira por Yeshe O, para traer textos de las escrituras del budismo Mahayana desde allí a Occidente. Tíbet.

## Arquitectura y equipamientos
El complejo del Monasterio de Tholing tiene muchos edificios rectangulares. Es un conjunto amurallado orientado al este. Construido con ladrillos de barro, el estilo se convirtió en el precursor de templos similares construidos en el reino. Antes de la Revolución Cultural el monasterio tenía seis capillas. Hay retratos de Tsong Khappa, Sakya Panchen y muchos monjes budistas que datan de los siglos XV y XVI.
El más destacado de los templos existentes, el Templo Yeshe-Ö (también templo Gyatsa o la casa dorada), está construido con ladrillos de adobe con torres de adobe rojo. Chortens coloridos están afuera en cada esquina de este templo. Una vez una imagen de Vairochana fue deificada aquí. Se informa que el templo fue reconstruido después de haber sido demolido durante la Revolución Cultural, en un estilo mandala. El templo Yeshe-Ö tiene torres de aspecto elaborado y sus puertas están pintadas de rojo. Durante la Revolución, las imágenes dentro de este templo sufrieron daños considerables. El templo en forma de mandala contiene varias capillas. Los murales en las dos capillas, que son exquisitos, sobrevivieron a la demolición durante la revolución, ya que fueron utilizados como almacenes de granos. También hay una sala del museo en la capilla de entrada. El Neten Lakhang y la capilla Tongy, que se consideraban hermosos, fueron totalmente destruidos.
El Dukhang (Salón de Asambleas) tiene un solo piso y tiene pinturas de Yeshe-Ö y otros personajes importantes. Estos están pintados con considerable detalle, mostrando la ropa de aquellos tiempos. Las deidades deificadas en las paredes de la sala, en una postura sentada, tienen una apariencia pacífica y están vestidas con textiles y joyas. Hay imágenes de monjes Gelukpa y un Lama. Las pinturas de las paredes se consideran “arte mural soberbio”. Se remontan a los siglos XV y XVI, y son una fusión de estilos del Tíbet, Cachemira y el Newari arte de Nepal Himalaya.
El Dukhang es donde se dice que vivió Rinchen Zangpo. El arte de Cachemira se ve aquí, al igual que el Dipankar, Sakyamuni y Maitreya, las imágenes de Buda del pasado, presente y futuro. Estos han sido reconstruidos en la cámara trasera.
El Lhakhang Karpo (Capilla Blanca) tiene un techo alto con delgados pilares de madera hechos de Deodar y está pintado de rojo. El suelo es de adoquines mientras que el techo está decorado con diseños geométricos. Los murales de Lakhang Karpo, que datan de los siglos XV y XVI, están bien conservados, incluidos los de figuras masculinas a la derecha y figuras femeninas a la izquierda. El edificio ahora sirve como almacén de madera y piedras.

## Galería
- Wikimedia Commons alberga una categoría multimedia sobre Monasterio de Tholing.

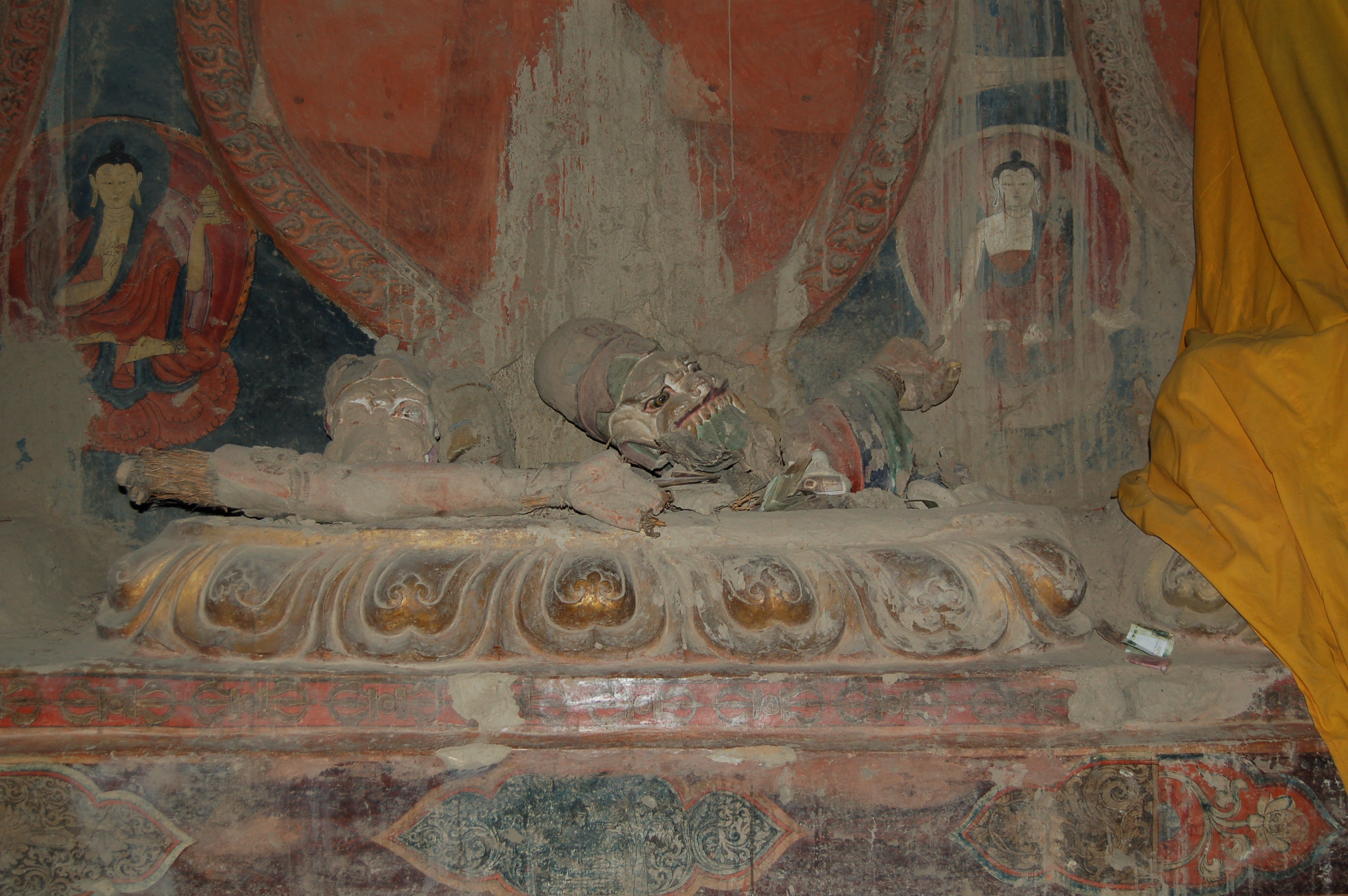
Monumentos sagrados destruidos en el Monasterio de Tholing.
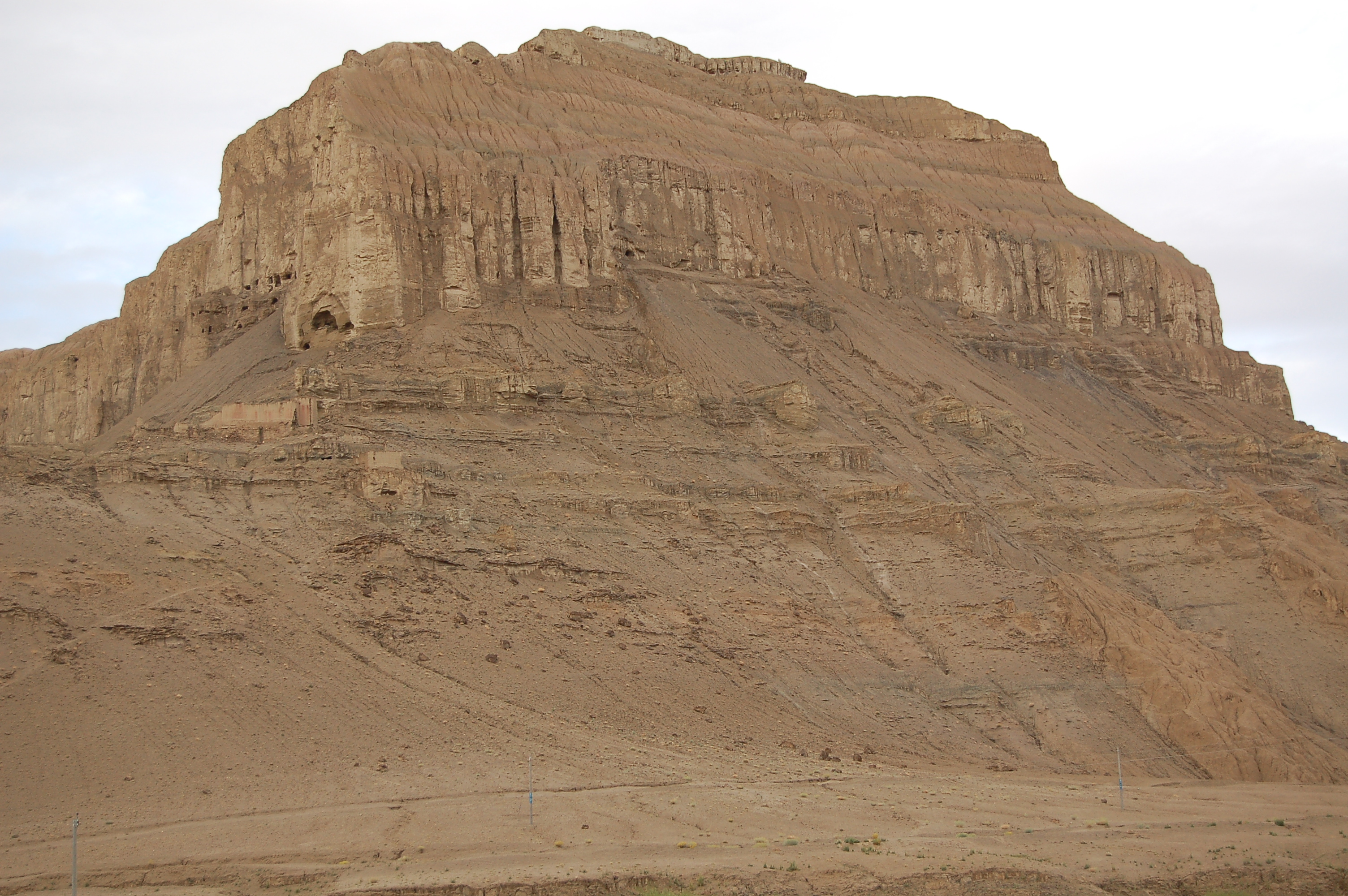
Cuevas cerca del Monasterio de Tholing (Tíbet).
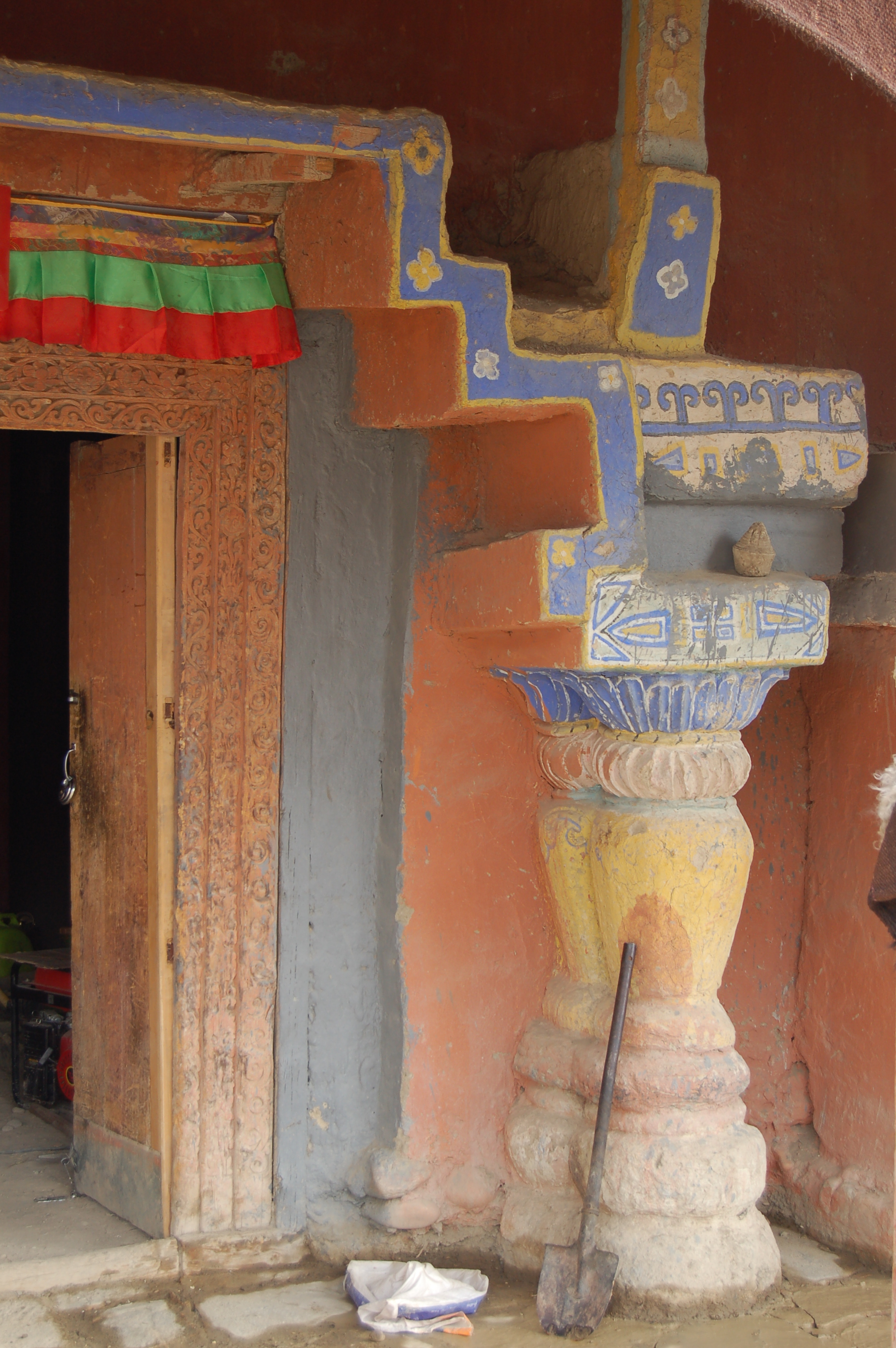
Entrada del Templo Blanco del Monasterio de Tholing.
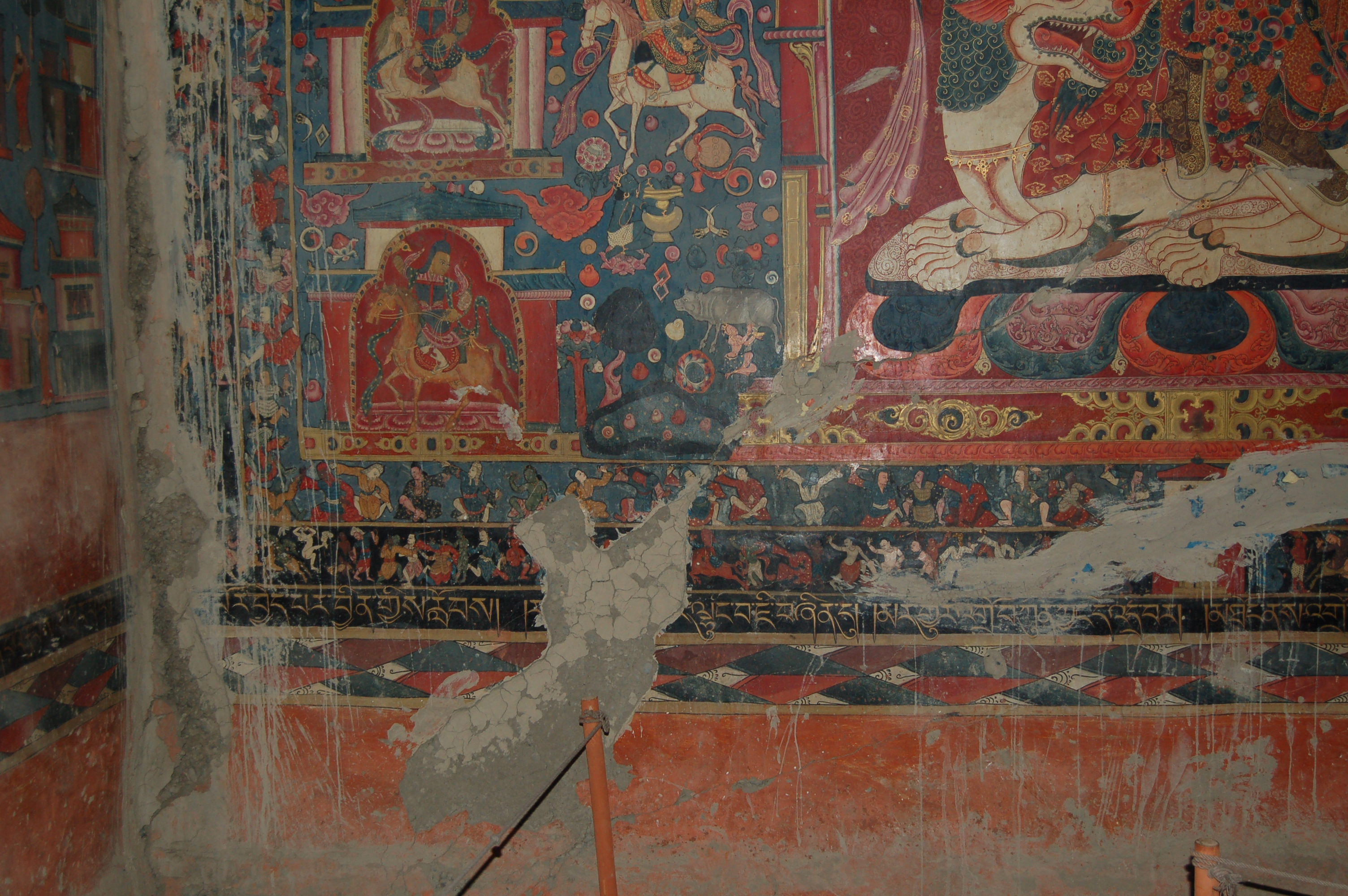
Monasterio de Tholing
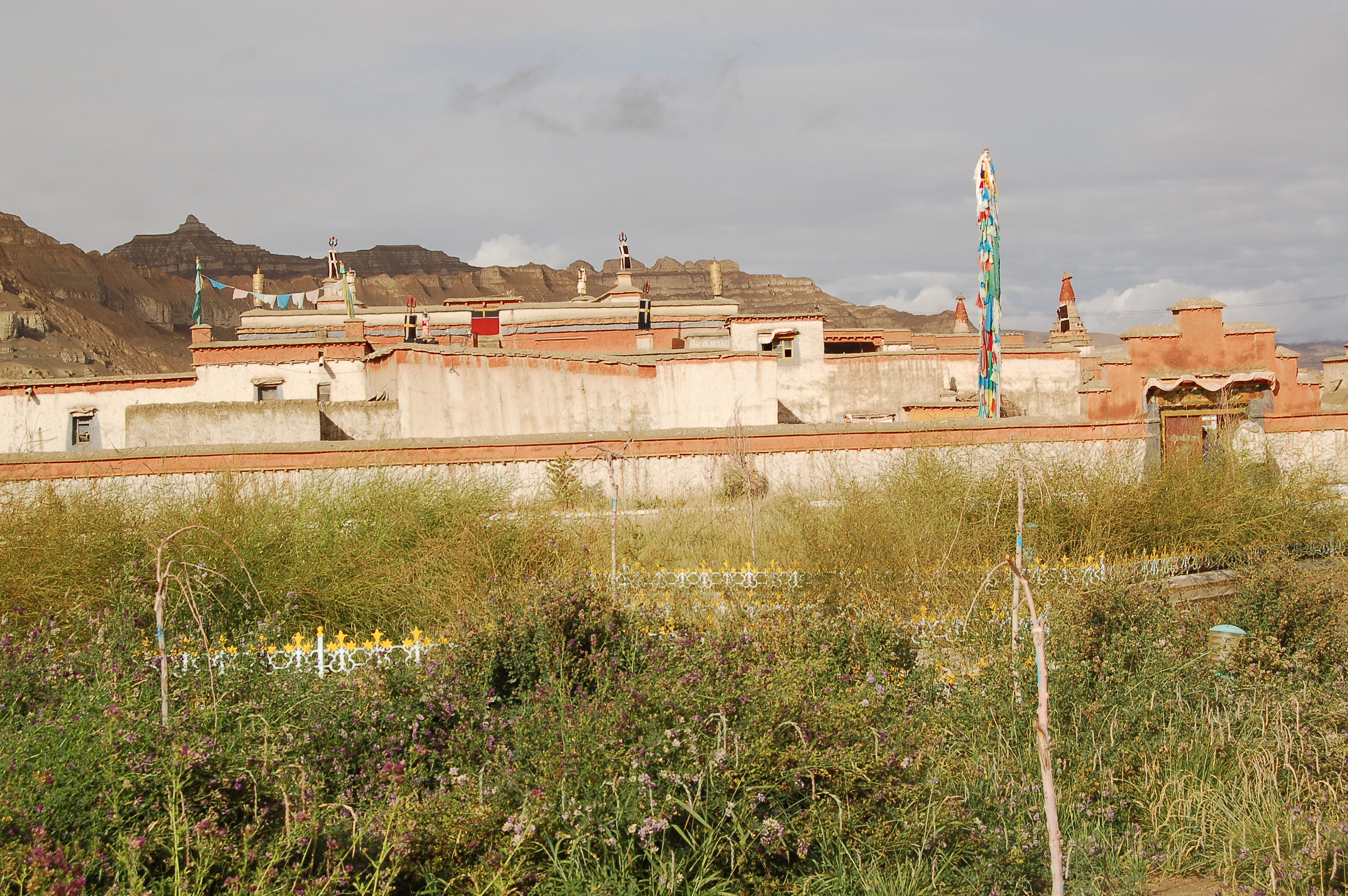
Monasterio de Tholing en 2007